# 武里州
武里州（法語：Wouri），是喀麥隆的58個州份之一，位於該國西部，由濱海區負責管轄，北面是蒙哥州，面積923平方公里，2007年人口1,798,737，人口密度每平方公里1,948.8人。